# Ger Donners

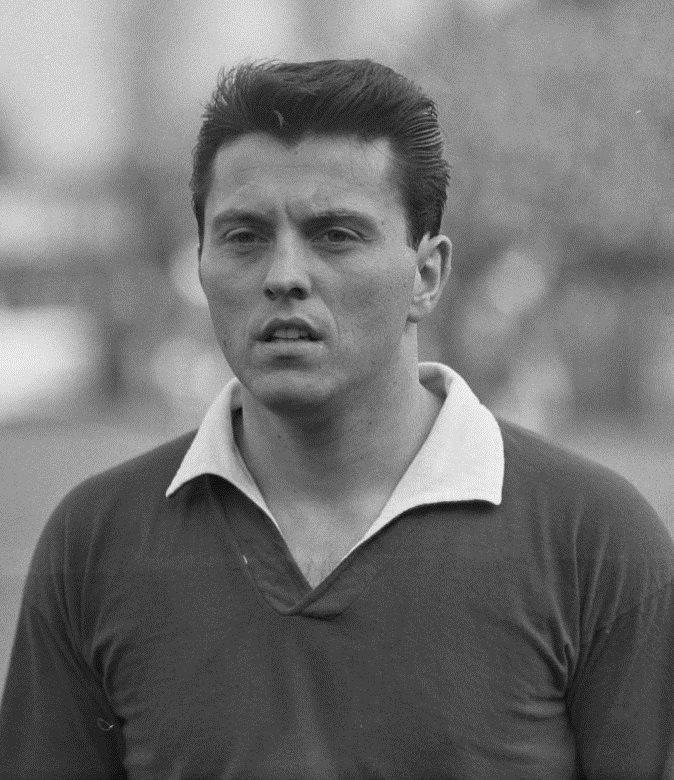
Ger Donners im Jahr 1963

Ger Donners (* 10. Juni 1938 in Geleen, Niederlande) ist ein ehemaliger niederländischer Fußballspieler.

## Karriere
Donners stammt wie sein zwei Jahre älterer Freund Pierre Kerkhoffs aus Geleen in der niederländischen Bergbauregion in der Provinz Limburg. Wie Kerkhoffs begann er seine Laufbahn beim örtlichen Club Maurits, bei dem er mit 16 Jahren sein Debüt in der ersten Mannschaft gab und drei Jahre später, 1957, niederländischer Amateurmeister wurde. Anschließend folgte er seinem Freund nach Enschede, wo er zunächst in der zweiten Mannschaft des Sportclubs spielte. Ab der Saison 1959/60 war er auch in der Ehrendivision im Einsatz. 1961 ging er zu Heracles Almelo, und wieder zwei Jahre später folgte er Kerkhoffs erneut, diesmal zur PSV Eindhoven, die gerade Meister geworden war, wodurch Donners gleich im Europapokal zum Einsatz kam. Vier Jahre spielte der Verteidiger bei der PSV, ehe er zum NEC wechselte. In Nijmegen stand er in drei Spielzeiten nur ein einziges Mal nicht in der Anfangsformation. Als der NEC 1970 seine Trainingszeiten vom Abend auf den Tag verlegte, gab Donners jedoch seine Profikarriere auf, um in seinem Zivilberuf zu arbeiten.